# إبراهام لو
إبراهام لو هو تاجر كندي، ولد في 13 أكتوبر 1806، وتوفي في 14 فبراير 1885.